# Bidagmarita
Bidagmarita es un género de foraminífero bentónico de la Subfamilia Dagmaritinae, de la Familia Globivalvulinidae, de la Superfamilia Globivalvulinoidea, del Suborden Endothyrina, del Orden Endothyrida, de la Subclase Fusulinana y de la Clase Fusulinata. Su especie tipo es Bidagmarita sinica. Su rango cronoestratigráfico abarca el Changhsingiense superior (Pérmico superior).

## Discusión
Clasificaciones previas hubiesen incluido Bidagmarita en la Subfamilia Dagmaritinae, de la Familia Biseriamminidae, de la Superfamilia Palaeotextularioidea, del Suborden Fusulinina y del Orden Fusulinida. Clasificaciones más recientes incluían Bidagmarita en la Superfamilia Biseriamminoidea.

## Clasificación
Bidagmarita incluye a la siguiente especie:
- Bidagmarita sinica †